# Cambodian Premier League 2023/24
Die Cambodian Premier League 2023/24 war die 19. Spielzeit der höchsten Fußballliga in Kambodscha seit ihrer Gründung im Jahr 2005. Ausgetragen und organisiert wurde die Liga vom kambodschanischen Fußballverband. Am Spielbetrieb nahmen zehn Mannschaften teil. Die Saison startete am 5. August 2023. Titelverteidiger war Phnom Penh Crown.

## Mannschaften
| Mannschaft                   | Standort     | Stadion                       | Kapazität |
| ---------------------------- | ------------ | ----------------------------- | --------- |
| Angkor Tiger                 | Siem Reap    | Hanuman Stadium               | 5030      |
| Boeung Ket Angkor            | Phnom Penh   |                               |           |
| ISI Dangkor Senchey FC (N)   | Phnom Penh   | AIA Stadium KMH PARK          | 3000      |
| Kirivong Sok Sen Chey        | Takeo        | Kirivong Sok Sen Chey Stadium | 1000      |
| Nagaworld FC                 | Kampong Speu | Kampong Speu Stadium          | 2400      |
| Phnom Penh Crown             | Phnom Penh   | RSN Stadium                   | 5010      |
| Preah Khan Reach Svay Rieng  | Svay Rieng   | Svay Rieng Stadium            | 2500      |
| Prey Veng FC (N)             | Prey Veng    | Prey Veng Stadium             | 1200      |
| National Defense Ministry FC | Phnom Penh   | RCAF Old Stadium              | 14.750    |
| Visakha FC                   | Phnom Penh   | Prince Stadium                | 15.000    |

## Ausländische Spieler
Stand: Mai 2024
| Mannschaft                   | Spieler 1           | Spieler 2             | Spieler 3          | Spieler 4         | Spieler AFC            | Spieler ASEAN        | Ehemalige Spieler                               |
| ---------------------------- | ------------------- | --------------------- | ------------------ | ----------------- | ---------------------- | -------------------- | ----------------------------------------------- |
| Angkor Tiger                 | Alessandro Riggi    | Ben Nugent            | Delwinder Singh    |                   | Shodai Nishikawa       | Pocholo Bugas        | Víctor Blasco Moshtaq Ahmadi                    |
| Boeung Ket Angkor            | Stefan Golubović    | Mahiro Takahashi      | Yūsuke Muta        | Antoine Lemarié   | Ryōhei Yoshihama       |                      | Anderson Zogbe Luke Stokoe                      |
| ISI Dangkor Senchey FC       | Umaru Samura        | Abdel Kader Coulibaly | Louis Willy Ndongo | Cheon Jin-ryeong  | Kazu Yanagidate        | Jhon Frith           |                                                 |
| Kirivong Sok Sen Chey        | Mahmoud El Sayed    | Hikaru Mizuno         | Anto Okamura       | Dylan Nobiraki    | Tengeg Neville Mbanwei | Zenivio              | Daiki Jahana Yannick Francois Romário Alves     |
| Nagaworld FC                 | Cristian            | Bektur Amangeldiev    | Hugo Kametani      | Yuta Naruse       | Yuta Kikuchi           |                      | Marcio Marques Alexandre Cardoso Rafli Mursalim |
| Phnom Penh Crown             | Denilson            | Andrés Nieto          | Takaki Ose         | Shintarō Shimizu  | Jelle Goselink         | Soe Moe Kyaw         | Yūdai Ogawa                                     |
| Preah Khan Reach Svay Rieng  | Gabriel Silva       | Iago                  | Marcus Haber       | Ryo Fujii         | Takashi Odawara        | Bounphachan Bounkong |                                                 |
| Prey Veng FC                 | Masatoshi Takeshita | Naoya Tokai           | Anderson Zogbe     |                   | Ryo Kato               | Thiha Zaw            | Ahmad Saidy So Omae                             |
| National Defense Ministry FC | Caio dos Santos     | Tetsuaki Misawa       | Reiya Kinoshita    | Josemar Agostinho | Shori Murata           | Sarayut Sompim       | Lucas Massaro Toshiya Takagi                    |
| Visakha FC                   | Jonata              | Faeez Khan            | Víctor Blasco      | Youssef Ezzejjari | Alisher Mirzaev        | Mouzinho             | Jorge Eduardo Takumu Nishihara                  |

 Ausländische Spieler, die während der Saison den Verein verlassen haben
Neuzugänge während der laufenden Saison sind fett gedruckt

## Tabelle Reguläre Saison
Stand: 6. Mai 2024
| Pl. | Verein                       | Sp. | S  | U | N  | Tore    | Diff. | Punkte |
| --- | ---------------------------- | --- | -- | - | -- | ------- | ----- | ------ |
| 1.  | Preah Khan Reach Svay Rieng  | 27  | 22 | 3 | 2  | 073:300 | +43   | 69     |
| 2.  | Phnom Penh Crown             | 27  | 20 | 4 | 3  | 063:300 | +33   | 64     |
| 3.  | Visakha FC                   | 27  | 14 | 2 | 11 | 053:400 | +13   | 44     |
| 4.  | Boeung Ket Angkor            | 27  | 11 | 8 | 8  | 062:480 | +14   | 41     |
| 5.  | National Defense Ministry FC | 27  | 12 | 3 | 12 | 046:390 | +7    | 39     |
| 6.  | ISI Dangkor Senchey FC (N)   | 27  | 10 | 4 | 13 | 043:550 | −12   | 34     |
| 7.  | Nagaworld FC                 | 27  | 7  | 9 | 11 | 036:490 | −13   | 30     |
| 8.  | Prey Veng FC (N)             | 27  | 6  | 5 | 16 | 045:620 | −17   | 23     |
| 9.  | Kirivong Sok Sen Chey        | 27  | 5  | 5 | 17 | 034:620 | −28   | 20     |
| 10. | Angkor Tiger                 | 27  | 5  | 3 | 19 | 035:750 | −40   | 18     |

## Meisterschaftsrunde

### Tabelle
Stand: Saisonende 2023/24
| Pl. | Verein                      | Sp. | S  | U | N  | Tore    | Diff. | Punkte |
| --- | --------------------------- | --- | -- | - | -- | ------- | ----- | ------ |
| 1.  | Preah Khan Reach Svay Rieng | 30  | 24 | 4 | 2  | 083:330 | +50   | 76     |
| 2.  | Phnom Penh Crown            | 30  | 21 | 5 | 4  | 069:330 | +36   | 68     |
| 3.  | Visakha FC                  | 30  | 15 | 3 | 12 | 057:430 | +14   | 48     |
| 4.  | Boeung Ket Angkor           | 30  | 11 | 9 | 10 | 064:580 | +6    | 42     |